# Perla nirvana
Perla nirvana är en bäcksländeart som beskrevs av Banks 1920. Perla nirvana ingår i släktet Perla och familjen jättebäcksländor. Inga underarter finns listade i Catalogue of Life.